# Königlich Omanische Luftwaffe
Die Königlich Omanische Luftwaffe (arabisch سلاح الجو السلطاني العماني, DMG Silāḥ al-ǧaww as-sulṭānī al-ʿumānī; englisch Royal Air Force of Oman, abgekürzt RAFO) ist die Luftstreitmacht der Streitkräfte des Sultanats Oman.

## Geschichte
Die Königlich Omanische Luftwaffe, damalige englische Bezeichnung Sultan of Oman's Air Force, wurde mit Hilfe von britischem Personal und Material im März 1959 gegründet. Die Ausstattung bestand aus zwei Scottish Aviation Pioneer und einer bewaffneten Percival Provost.
Um gegen Rebellen im Gouvernement Dhofar vorgehen zu können, wurden 1968 insgesamt 24 Trainings- und Leichte Angriffsflugzeuge des Typs BAC Strikemaster angeschafft. Diese wurden durch De-Havilland-Canada-DHDC-4-Transportflugzeuge und UH-1-Iroquois-Hubschrauber verstärkt. Diese Maschinen wurden durch abgestellte Piloten der britischen Royal Air Force oder angeworbene Söldner geflogen.
In den 1970er Jahren wurde die omanischen Luftstreitkräfte um weitere Flugzeuge wie Britten-Norman BN-2 Islander, BAC 1-11, BAC VC-10, Hawker Hunter und die SEPECAT Jaguar verstärkt.
Seit 1990 bezeichnet sich die Königlich Omanische Luftwaffe im Englischen als Royal Air Force of Oman. Die Piloten werden an der Sultan Qaboos Air Academy ausgebildet.

## Aktuelle Ausrüstung

### Flugzeuge
Stand: 2021
| Luftfahrzeuge                         | Herkunft               | Verwendung                                | Version                      | Aktiv          | Bestellt       | Anmerkungen                                             |
| Kampfflugzeuge                        | Kampfflugzeuge         | Kampfflugzeuge                            | Kampfflugzeuge               | Kampfflugzeuge | Kampfflugzeuge | Kampfflugzeuge                                          |
| ------------------------------------- | ---------------------- | ----------------------------------------- | ---------------------------- | -------------- | -------------- | ------------------------------------------------------- |
| Lockheed Martin F-16 Fighting Falcon  | Vereinigte Staaten     | Mehrzweckkampfflugzeug                    | F-16C Block 50               | 17             |                |                                                         |
| Eurofighter Typhoon                   | Europäische Union      | Mehrzweckkampfflugzeug                    |                              | 12             |                | 2012 bestellt und ab 2017 geliefert. 12 weitere geplant |
| BAE Hawk                              | Vereinigtes Königreich | Erdkampfflugzeug                          | Hawk 203                     | 10             |                |                                                         |
| Transport- und Mehrzweckflugzeuge     |                        |                                           |                              |                |                |                                                         |
| Lockheed C-130 Hercules               | Vereinigte Staaten     | Taktischer Kampfzonentransporter          | C-130H C-130J                | 3 2            |                |                                                         |
| Airbus C-295                          | Europäische Union      | Taktisches Transportflugzeug Seeaufklärer |                              | 4 4            |                |                                                         |
| Schulflugzeuge                        |                        |                                           |                              |                |                |                                                         |
| General Dynamics F-16 Fighting Falcon | Vereinigte Staaten     | doppelsitzige Kampfflugzeuge              | F-16D Block 50               | 6              |                |                                                         |
| BAE Hawk                              | Vereinigtes Königreich | Strahltrainer                             | Hawk 103 Hawk 166            | 11             |                |                                                         |
| Pilatus PC-9                          | Schweiz                | Trainingsflugzeug                         |                              | 12             |                |                                                         |
| Saab Safari                           | Schweden               | Trainingsflugzeug                         | MFI-395                      | 7              |                |                                                         |
| Passagierflugzeuge                    |                        |                                           |                              |                |                |                                                         |
| Airbus A320                           | Europäische Union      | Passagierflugzeug (VIP)                   | Airbus A320-200(CJ) Prestige | 2              |                | [ 4 ]                                                   |
| Lockheed C-130 Hercules               | Vereinigte Staaten     | Passagierflugzeug (VIP)                   | C-130 J-30                   | 1              |                | [ 4 ]                                                   |

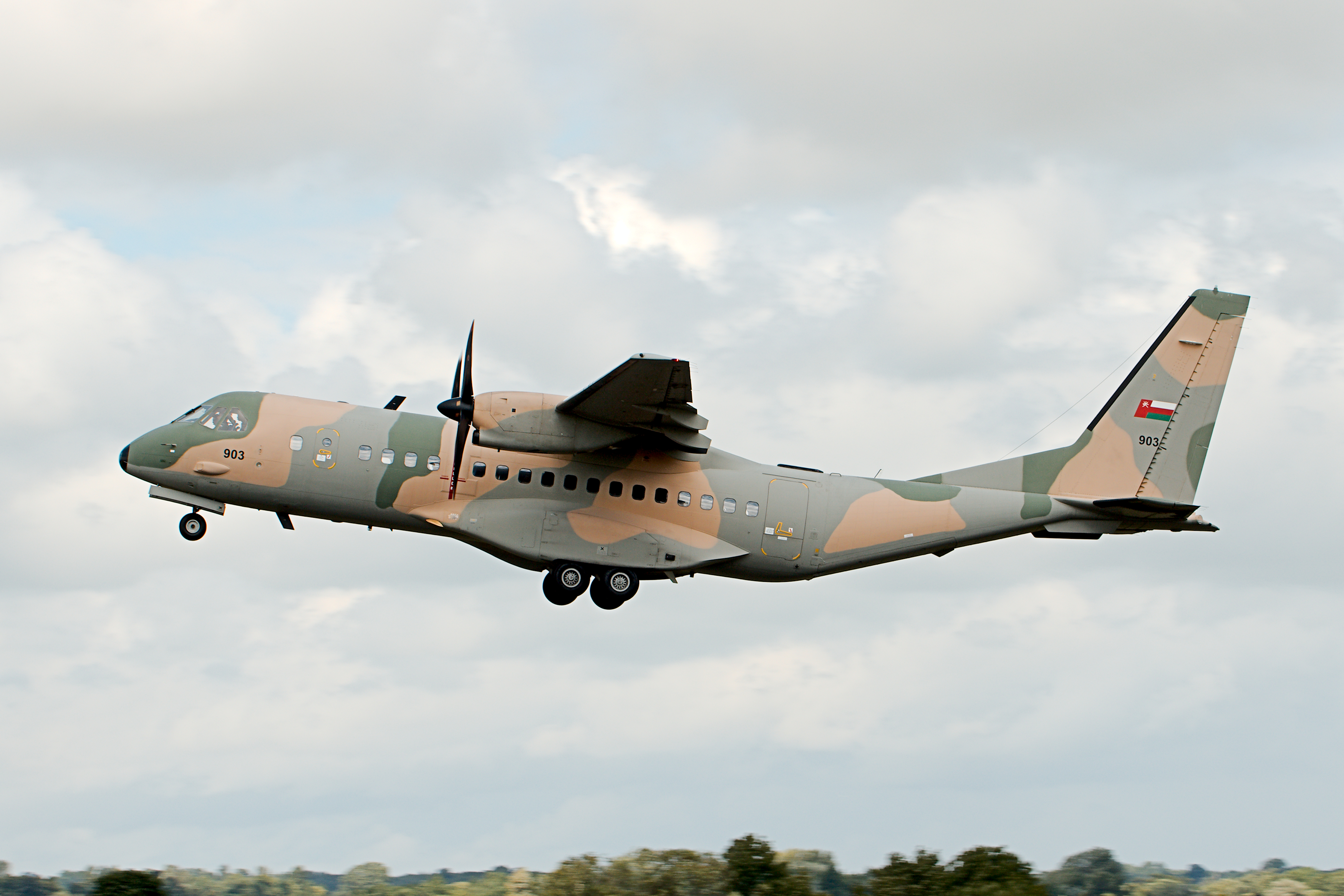
Omanische C295M

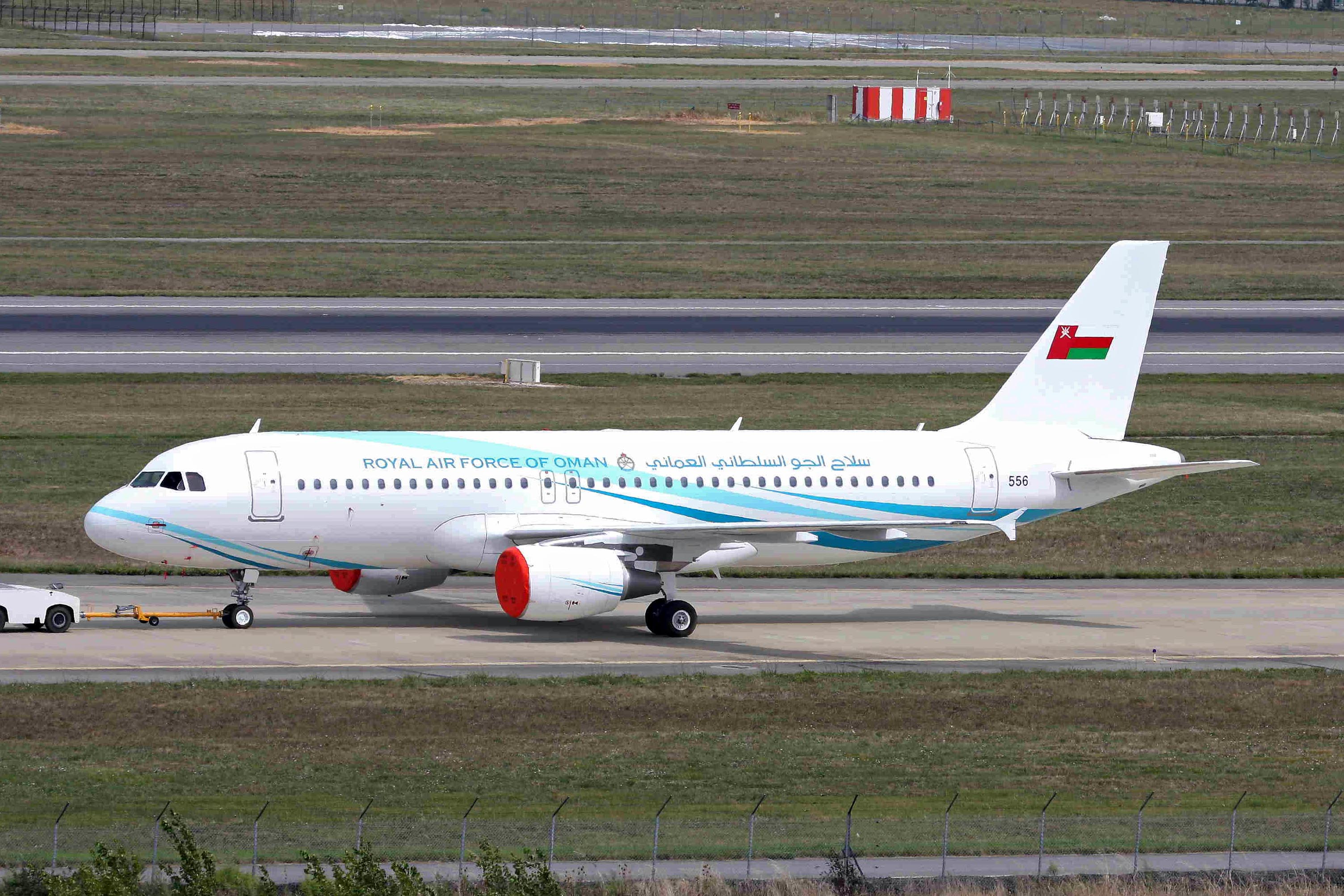
Airbus A320 im Dienst der Omanischen Luftstreitkräfte

Ehemalige Flugzeuge: Britten-Norman BN-2 Islander, Gulfstream IV, Short Skyvan

### Hubschrauber
Stand: 2021
| Luftfahrzeuge     | Herkunft               | Verwendung                       | Version     | Aktiv | Bestellt | Anmerkungen |
| ----------------- | ---------------------- | -------------------------------- | ----------- | ----- | -------- | ----------- |
| Bell 206          | Vereinigte Staaten     | Schulhubschrauber                |             | 4     |          |             |
| Bell 429          | Vereinigte Staaten     | Schulhubschrauber                |             | 5     |          |             |
| NHIndustries NH90 | Europäische Union      | Taktischer Mehrzweckhubschrauber | NH90 TTH    | 18    |          |             |
| Westland Lynx     | Vereinigtes Königreich | Mehrzweckhubschrauber            | Lynx Mk.120 | 13    |          |             |

Ehemalige Hubschrauber: Bell 205; Aérospatiale AS 332 Cougar; Aérospatiale SA 330 Puma

### Waffensysteme
Stand: 2020

Flugabwehr:
- NASAMS (/ )
- Rapier ()

Luft-Luft-Raketen:
- AIM-9 M / P / X Sidewinder ()
- AIM-120 C7 AMRAAM ()

Luft-Boden-Raketen:
- AGM-65 D / G Maverick ()

Seezielflugkörper:
- AGM-84 D Harpoon ()

Bomben:
- GBU-10 Paveway II ()
- GBU-12 Paveway II ()
- GBU-31 JDAM ()